# Реутов, Игорь Васильевич
Игорь Васильевич Реутов (28 марта 1971) — российский футболист, нападающий и полузащитник.

## Биография
Воспитанник московской ДЮСШ-70 «Молния». Начинал взрослую карьеру, выступая в соревнованиях коллективов физкультуры. В профессиональном футболе дебютировал в 23-летнем возрасте в составе ногинского «Автомобилиста». За пять сезонов в составе клуба сыграл 193 матча и забил 69 голов во второй и третьей лигах России. Дважды, в 1994 и 1996 годах, забивал по 21 гол за сезон.
В 1999 году провёл 4 матча в высшем дивизионе Латвии в составе «Динабурга».
Вернувшись в Россию, присоединился к команде «Москабельмет» (также носила названия «Лотто-МКМ» и «Уралан-ПЛЮС»), за три с половиной сезона сыграл более 100 матчей во втором дивизионе. В 2003 году выступал за «Спартак» (Луховицы), затем в течение нескольких лет играл за любительские клубы Подмосковья.
Помимо большого футбола, играл в мини-футбол за московский «Интеко».
Окончил Московскую государственную академию физической культуры (Малаховка, 2003). Работает тренером по футболу в СШОР № 101 московского района Тушино. Выступает в соревнованиях ветеранов в Москве.